# Campeonato Europeo de Balonmano Femenino de 2012
El X Campeonato Europeo de Balonmano Femenino se celebró en Serbia entre el 4 y el 16 de diciembre de 2012 bajo la organización de la Federación Europea de Balonmano (EHF) y la Federación Serbia de Balonmano.
16 equipos europeos compitieron en el evento por el título de campeón europeo, cuyo anterior portador era el equipo de Noruega, ganador del Europeo de 2010. La selección de Montenegro se alzó con el título al derrotar en la final a  Noruega; el bronce fue para Hungría.

## Sedes
| Grupo       | Ciudad   | Instalación            | Capacidad |
| ----------- | -------- | ---------------------- | --------- |
| A y I       | Belgrado | Pabellón Pionir        | 8000      |
| B           | Niš      | Centro Deportivo Čair  | 4000      |
| C y II      | Novi Sad | Centro Deportivo Spens | 8000      |
| D           | Vršac    | Centro Milenio         | 4050      |
| Ronda final | Belgrado | Kombank Arena          | 20 000    |

## Grupos
| Grupo A         | Grupo B             | Grupo C  | Grupo D    |
| --------------- | ------------------- | -------- | ---------- |
| Noruega         | Suecia              | Croacia  | Rumania    |
| Ucrania         | Francia             | Alemania | Montenegro |
| Serbia          | Dinamarca           | Hungría  | Rusia      |
| República Checa | Macedonia del Norte | España   | Islandia   |

## Primera Fase
Los primeros tres de cada grupo alcanzan la fase principal. Los equipos restantes juegan entre sí por los puestos 13 a 16.

### Grupo A
| Equipo          | J | G | E | P | GF | GC | DG | PTS |
| --------------- | - | - | - | - | -- | -- | -- | --- |
| Noruega         | 3 | 3 | 0 | 0 | 67 | 62 | +5 | 6   |
| Serbia          | 3 | 2 | 0 | 1 | 79 | 75 | +4 | 4   |
| República Checa | 3 | 1 | 0 | 2 | 68 | 71 | -3 | 2   |
| Ucrania         | 3 | 0 | 0 | 3 | 62 | 68 | -6 | 0   |

- Resultados

| Fecha | Hora² | Partido¹        | Partido¹ | Partido¹        | Resultado |
| ----- | ----- | --------------- | -------- | --------------- | --------- |
| 04.12 | 17:45 | Ucrania         | -        | República Checa | 22-25     |
| 04.12 | 20:15 | Noruega         | -        | Serbia          | 28-26     |
| 06.12 | 18:15 | Serbia          | -        | Ucrania         | 25-23     |
| 06.12 | 20:15 | República Checa | -        | Noruega         | 19-21     |
| 08.12 | 18:15 | Noruega         | -        | Ucrania         | 18-17     |
| 08.12 | 20:15 | Serbia          | -        | República Checa | 28-24     |

- (¹) –  Todos en Belgrado.
- (²) –  Hora local de Serbia (UTC+1).

### Grupo B
| Equipo              | J | G | E | P | GF | GC | DG  | PTS |
| ------------------- | - | - | - | - | -- | -- | --- | --- |
| Francia             | 3 | 2 | 0 | 1 | 80 | 61 | +19 | 4   |
| Dinamarca           | 3 | 2 | 0 | 1 | 91 | 84 | +7  | 4   |
| Suecia              | 3 | 2 | 0 | 1 | 70 | 65 | +5  | 4   |
| Macedonia del Norte | 3 | 0 | 0 | 3 | 61 | 92 | -31 | 0   |

- Resultados

| Fecha | Hora² | Partido¹            | Partido¹ | Partido¹            | Resultado |
| ----- | ----- | ------------------- | -------- | ------------------- | --------- |
| 04.12 | 18:15 | Francia             | -        | Macedonia del Norte | 29-16     |
| 04.12 | 20:15 | Suecia              | -        | Dinamarca           | 27-26     |
| 06.12 | 18:15 | Macedonia del Norte | -        | Suecia              | 15-26     |
| 06.12 | 20:15 | Dinamarca           | -        | Francia             | 28-27     |
| 08.12 | 18:15 | Suecia              | -        | Francia             | 17-24     |
| 08.12 | 20:15 | Dinamarca           | -        | Macedonia del Norte | 37-30     |

- (¹) –  Todos en Niš.
- (²) –  Hora local de Serbia (UTC+1).

### Grupo C
| Equipo   | J | G | E | P | GF | GC | DG | PTS |
| -------- | - | - | - | - | -- | -- | -- | --- |
| Hungría  | 3 | 2 | 0 | 1 | 83 | 80 | +3 | 4   |
| España   | 3 | 2 | 0 | 1 | 79 | 73 | +6 | 4   |
| Alemania | 3 | 1 | 0 | 2 | 58 | 63 | -5 | 2   |
| Croacia  | 3 | 1 | 0 | 2 | 65 | 69 | -4 | 2   |

- Resultados

| Fecha | Hora² | Partido¹ | Partido¹ | Partido¹ | Resultado |
| ----- | ----- | -------- | -------- | -------- | --------- |
| 04.12 | 18:15 | Alemania | -        | España   | 20-23     |
| 04.12 | 20:15 | Croacia  | -        | Hungría  | 28-27     |
| 05.12 | 18:15 | España   | -        | Croacia  | 25-21     |
| 05.12 | 20:15 | Hungría  | -        | Alemania | 24-21     |
| 07.12 | 18:15 | Hungría  | -        | España   | 32-31     |
| 07.12 | 20:15 | Croacia  | -        | Alemania | 16-17     |

- (¹) –  Todos en Novi Sad.
- (²) –  Hora local de Serbia (UTC+1).

### Grupo D
| Equipo     | J | G | E | P | GF | GC | DG  | PTS |
| ---------- | - | - | - | - | -- | -- | --- | --- |
| Montenegro | 3 | 3 | 0 | 0 | 79 | 63 | +16 | 6   |
| Rusia      | 3 | 1 | 1 | 1 | 78 | 72 | +6  | 3   |
| Rumania    | 3 | 1 | 1 | 1 | 63 | 63 | 0   | 3   |
| Islandia   | 3 | 0 | 0 | 3 | 56 | 78 | -22 | 0   |

- Resultados

| Fecha | Hora² | Partido¹   | Partido¹ | Partido¹   | Resultado |
| ----- | ----- | ---------- | -------- | ---------- | --------- |
| 04.12 | 18:05 | Montenegro | -        | Islandia   | 26-16     |
| 04.12 | 20:15 | Rumania    | -        | Rusia      | 21-21     |
| 05.12 | 18:05 | Rusia      | -        | Montenegro | 27-30     |
| 05.12 | 20:15 | Islandia   | -        | Rumania    | 19-22     |
| 07.12 | 18:05 | Rusia      | -        | Islandia   | 30-21     |
| 07.12 | 20:15 | Rumania    | -        | Montenegro | 20-23     |

- (¹) –  Todos en Vršac.
- (²) –  Hora local de Serbia (UTC+1).

## Segunda fase
Los primeros dos de cada grupo disputan las semifinales. 

### Grupo I
| Equipo          | J | G | E | P | GF  | GC  | DG  | PTS |
| --------------- | - | - | - | - | --- | --- | --- | --- |
| Noruega         | 5 | 4 | 0 | 1 | 140 | 124 | +16 | 8   |
| Serbia          | 5 | 3 | 1 | 1 | 124 | 118 | +6  | 7   |
| Dinamarca       | 5 | 3 | 0 | 2 | 148 | 146 | +2  | 6   |
| Suecia          | 5 | 2 | 1 | 2 | 127 | 127 | 0   | 5   |
| Francia         | 5 | 2 | 0 | 3 | 111 | 115 | -4  | 4   |
| República Checa | 5 | 0 | 0 | 5 | 121 | 141 | -20 | 0   |

- Resultados

| Fecha | Hora² | Partido¹        | Partido¹ | Partido¹  | Resultado |
| ----- | ----- | --------------- | -------- | --------- | --------- |
| 10.12 | 16:10 | República Checa | -        | Dinamarca | 30-33     |
| 10.12 | 18:10 | Noruega         | -        | Francia   | 30-19     |
| 10.12 | 20:10 | Serbia          | -        | Suecia    | 23-23     |
| 11.12 | 16:10 | República Checa | -        | Francia   | 22-24     |
| 11.12 | 18:10 | Noruega         | -        | Suecia    | 28-25     |
| 11.12 | 20:10 | Serbia          | -        | Dinamarca | 29-26     |
| 13.12 | 16:10 | República Checa | -        | Suecia    | 26-35     |
| 13.12 | 18:10 | Serbia          | -        | Francia   | 18-17     |
| 13.12 | 20:10 | Noruega         | -        | Dinamarca | 33-35     |

- (¹) –  Todos en Belgrado.
- (²) –  Hora local de Serbia (UTC+1).

### Grupo II
| Equipo     | J | G | E | P | GF  | GC  | DG | PTS |
| ---------- | - | - | - | - | --- | --- | -- | --- |
| Montenegro | 5 | 4 | 0 | 1 | 128 | 123 | +5 | 8   |
| Hungría    | 5 | 3 | 0 | 2 | 132 | 130 | +2 | 6   |
| Rusia      | 5 | 1 | 3 | 1 | 130 | 127 | +3 | 5   |
| Alemania   | 5 | 2 | 1 | 2 | 119 | 116 | +3 | 5   |
| Rumania    | 5 | 1 | 1 | 3 | 114 | 120 | -6 | 3   |
| España     | 5 | 1 | 1 | 3 | 128 | 135 | -7 | 3   |

- Resultados

| Fecha | Hora² | Partido¹ | Partido¹ | Partido¹   | Resultado |
| ----- | ----- | -------- | -------- | ---------- | --------- |
| 09.12 | 16:15 | España   | -        | Rumania    | 26-31     |
| 09.12 | 18:15 | Hungría  | -        | Montenegro | 26-28     |
| 09.12 | 20:15 | Alemania | -        | Rusia      | 26-26     |
| 11.12 | 16:15 | España   | -        | Rusia      | 25-25     |
| 11.12 | 18:15 | Alemania | -        | Montenegro | 27-20     |
| 11.12 | 20:15 | Hungría  | -        | Rumania    | 25-19     |
| 13.12 | 16:15 | España   | -        | Montenegro | 23-27     |
| 13.12 | 18:15 | Alemania | -        | Rumania    | 25-23     |
| 13.12 | 20:15 | Hungría  | -        | Rusia      | 25-31     |

- (¹) –  Todos en Novi Sad.
- (²) –  Hora local de Serbia (UTC+1).

## Fase final
|  | Semifinales | Semifinales |    |         | Final         | Final |  |
|  |             |             |    |         |               |       |  |
|  |             |             |    |         |               |       |  |
|  |             |             |    |         |               |       |  |
|  | Noruega     | 30          |    |         |               |       |  |
|  | Hungría     | 19          |    |         |               |       |  |
|  |             |             |    |         |               |       |  |
|  |             |             |    |         |               |       |  |
|  |             |             |    |         | Noruega       | 31    |  |
|  |             | Montenegro  | 34 |         |               |       |  |
|  |             |             |    |         |               |       |  |
|  |             |             |    |         |               |       |  |
|  |             |             |    |         | Tercer Puesto |       |  |
|  |             |             |    |         |               |       |  |
|  | Serbia      | 26          |    | Hungría | 41            |       |  |
|  | Montenegro  | 27          |    |         | Serbia        | 38    |  |

### Semifinales
| Fecha | Hora² | Partido¹ | Partido¹ | Partido¹   | Resultado |
| ----- | ----- | -------- | -------- | ---------- | --------- |
| 15.12 | 14:30 | Noruega  | -        | Hungría    | 30-19     |
| 15.12 | 17:00 | Serbia   | -        | Montenegro | 26-27     |

- (¹) –  En Belgrado.
- (²) –  Hora local de Serbia (UTC+1).

### Quinto lugar
| Fecha | Hora² | Partido¹  | Partido¹ | Partido¹ | Resultado |
| ----- | ----- | --------- | -------- | -------- | --------- |
| 15.12 | 12:00 | Dinamarca | -        | Rusia    | 32-30     |

### Tercer lugar
| Fecha | Hora² | Partido¹ | Partido¹ | Partido¹ | Resultado |
| ----- | ----- | -------- | -------- | -------- | --------- |
| 16.12 | 14:30 | Hungría  | -        | Serbia   | 41-38     |

### Final
| Fecha | Hora² | Partido¹ | Partido¹ | Partido¹   | Resultado |
| ----- | ----- | -------- | -------- | ---------- | --------- |
| 16.12 | 17:00 | Noruega  | -        | Montenegro | 31-34     |

- (¹) –  En Belgrado.
- (²) –  Hora local de Serbia (UTC+1).

## Medallero
|            |         |         |
| Montenegro | Noruega | Hungría |

## Estadísticas

### Clasificación general
| 1. Montenegro           |
| 2. Noruega              |
| 3. Hungría              |
| 4. Serbia               |
| 5. Dinamarca            |
| 6. Rusia                |
| 7. Alemania             |
| 8. Suecia               |
| 9. Francia              |
| 10. Rumania             |
| 11. España              |
| 12. República Checa     |
| 13. Croacia             |
| 14. Ucrania             |
| 15. Islandia            |
| 16. Macedonia del Norte |

### Máximas goleadoras
| Puesto | Nombre             | País       | Goles |
| ------ | ------------------ | ---------- | ----- |
| 1      | Katarina Bulatović | Montenegro | 56    |
| 2      | Anita Görbicz      | Hungría    | 41    |
| 2      | Milena Knežević    | Montenegro | 41    |
| 4      | Jovanka Radičević  | Montenegro | 40    |
| 5      | Linn Jørum Sulland | Noruega    | 39    |